# Marilia gigas
Marilia gigas är en nattsländeart som beskrevs av Oliver S. Flint Jr. 1991. Marilia gigas ingår i släktet Marilia och familjen böjrörsnattsländor. Inga underarter finns listade i Catalogue of Life.